# Glikoforin
Glikoforin  je  sialo-glikoprotein membrane eritrocita. To je protein membranske površine, koji nosi molekule šećera i jako je glikozovan (60%). Glikoforini su bogati sijalinskom kiselinom, što eritrocitima daje vrlo hidrofilni omotač. To im omogućava da cirkuliraju bez pridržavanja za druge ćelije ili zidove krvnih sudova.

## Identifikacija
Nakon odvajanja membrane eritrocita putem SDS-poliakrilamidnskog gela elektroforeza i bojenja Schiff-om (PAS), identifikovana su četiri glikoforina: glikoforin A, B, C, D. Imena su data po prisutnoj količini u membrani, pri čemu je glikoforin A najzastupljeniji. Peti – glikoforin E je identifikovan unutar ljudskog genoma, ali se ne može lako detektovati pri rutinskom bojenju gela. Ukupno, glikoforini predstavljaju ~ 2% ukupne proteinske mase u membrani crvenih krvnih zrnaca. Ovi proteini su poznati pod različitim nomenklaturama, ali su najpoznatiji kao glikoforini.
Glikoforin D je sada poznat i kao varijanta glikoforina C.

## Spoljašnje veze
- Glycophorin на 
- Illustration at rcn.com
- orijentacija proteina u membranama protein/pdbid-1afo